# Mecothrix undulata
Mecothrix undulata is een vlinder uit de familie van de visstaartjes (Nolidae). Deze soort is voor het eerst wetenschappelijk beschreven als Celama undulata door David Stephen Fletcher in een publicatie uit 1962.
De soort komt voor in Tanzania.